# STABU-bestekssystematiek
De in Ede gevestigde Stichting STABU is een samenwerkingsverband van de grote organisaties in de Nederlandse bouwnijverheid. De naam afgeleid van de taak waarvoor zij staat: het uitgeven en beheren van de gestandaardiseerde bestekssystematiek voor de woning- en utiliteitsbouw.

## Geschiedenis
De Stichting STABU werd opgericht op 13 oktober 1976, waarbij de afkorting stond voor Standaardbestek Burger- en Utiliteitsbouw. Het nationale standaardbestek voor de woning- en utiliteitsbouw is in de eerste versie in 1986 als boekwerk op de markt gebracht. De tweede versie is in 1990 als een relationele databank voor gebruik op computers uitgebracht.
Er wordt nu gesproken van de STABU-bestekssystematiek.
In 2019 ging STABU samen met Ketenstandaard Bouw en Installatie,  een andere organisatie actief in de standardisatie in de bouwsector.

## Opzet STABU-bestekssystematiek
Volgens de UAV 1989 en de UAVTI 1996 wordt bij lid 1 van paragraaf 1 “Aanduidingen, begripsbepalingen” verstaan onder het bestek:
- de beschrijving van het werk;
- de daarbij behorende tekeningen;
- de voor het werk geldende voorwaarden;
- de nota van inlichtingen;
- het proces-verbaal van aanwijzing.

De STABU-bestekssystematiek speelt een rol bij het bewerken van twee van de vijf genoemde onderdelen;
- de beschrijving van het werk;
- de voor het werk geldende voorwaarden.

In de terminologie van de STABU-bestekssystematiek:
- bestekposten;
- bepalingen.

De STABU-bestekssystematiek kent twee soorten bepalingen:
- administratieve bepalingen;
- technische bepalingen.

Deze groepen van bepalingen worden als volgt onderverdeeld:
- administratieve bepalingen, standaard;
- administratieve bepalingen, aanvullend;
- technische bepalingen, standaard;
- technische bepalingen, aanvullend.

De administratieve- en technische standaard bepalingen zijn opgenomen in de STABU-Standaard die in een STABU-bestek altijd van toepassing wordt verklaard.
Het uiteindelijke STABU-bestek bevat daardoor uitsluitend de volgende onderdelen:
- aanvullende administratieve bepalingen;
- aanvullende technische bepalingen.
- beschrijving van het werk, vervat in bestekposten;

In de STABU-Standaard zijn de Uniforme Administratieve Voorwaarden voor de uitvoering van werken (UAV 1989) opgenomen. Met het van toepassing verklaren van de STABU-Standaard is zo tevens de UAV 1989 van toepassing op het werk.

## Bestekbewerkingssoftware
De bestekbewerkingssoftware waarmee middels de STABU-bestekssystematiek bestekken kunnen worden bewerkt wordt door een aantal systeemhuizen in de markt gebracht.